# Епертсхаузен
Епертсхаузен (њем. Eppertshausen) општина је у њемачкој савезној држави Хесен. Једно је од 23 општинска средишта округа Дармштат-Дибург. Према процјени из 2010. у општини је живјело 5.829 становника. Посједује регионалну шифру (AGS) 6432005.

## Географски и демографски подаци
Епертсхаузен се налази у савезној држави Хесен у округу Дармштат-Дибург. Општина се налази на надморској висини од 144 метра. Површина општине износи 13,1 km². У самом мјесту је, према процјени из 2010. године, живјело 5.829 становника. Просјечна густина становништва износи 445 становника/km².

## Међународна сарадња
| Мјесто | Држава    | Врста сарадње | Од    |
| ------ | --------- | ------------- | ----- |
| Шаурс  | Француска | партнерство   | 1990. |
| Извор  |           |               |       |